# Собаньский, Иероним
Иероним Собаньский (также Собанский; пол. Hieronim Sobański; 1781 — 8 февраля 1845, Умань) — польский аристократ, магнат, предприниматель, общественно-политический деятель. Участник Польского восстания 1830 года. Муж Каролины Собаньской, музы Александра Пушкина.

## Биография

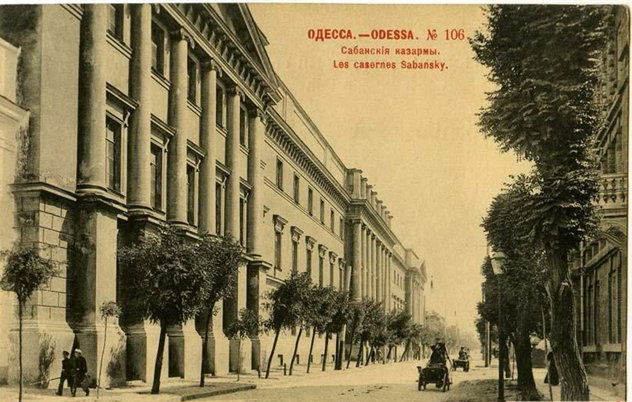
Сабанские казармы на Канатной улице (бывший лабаз Иеронима Собаньского)

Отец — Каетан Собаньский, мать — Анна Солецкая. Старшие братья — Матеуш и Михал (1755—1832).
Иероним Собаньский был маршалком Ольгопольского уезда Подольской губернии, имел поместья на Винничине (в частности, в Верховке, которую приобрёл у графов Потоцких, и в Балановке), а также рядом с Одессой. Хлебные хранилища Собаньского в Одессе вмещали в себя 36 000 четвертей пшеницы, тогда как хранилища других предпринимателей, даже самых крупных — имели не больше 15—20 тысяч.
Построил в 1827 году в Одессе «Сабанские казармы», в которых с 1865 года базировалось Одесское пехотное юнкерское училище. Переулок, где располагался бывший хлебный склад («магазин») Иеронима Собаньского впоследствии получил название «Сабанский».
Принял участие в Польском восстании 1830 года, после чего большая часть его имущества, в первую очередь недвижимого, была конфискована и передана Военному ведомству Российской империи. Скончался 8 февраля 1845 года в городе Умань, Киевская губерния.

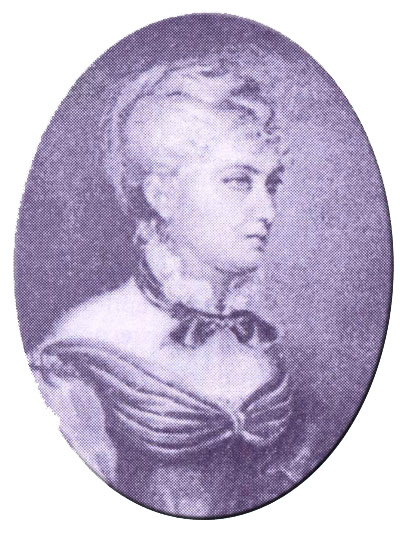
Первая жена - Каролина Собаньская

## Браки и дети
Первая жена — Каролина (1793 или 1795―1885), дочь Адама Ржевуского, родственники которой выдали её замуж с целью поправить финансовое положение семьи. На момент помолвки Собаньский был более чем в два раза старше своей супруги. Брак заключили зимой 1814 года. Родив дочь, Собаньская с 1816 года прекратила совместное проживание с мужем (получила так называемую сепарацию). Католическая консистория санкционировала в 1825 году фактический развод супругов по причине «нездоровья» одного из них.
Дети от этого брака:
- Гонората Констанция (1814―1837), с 1832 года ― жена Франциска Ксаверия Сапеги (1807―1882).

Вторая жена — Анна Дзержек, дочь коронного полковника Теодора Дзержка, герба Нечуя.
Их дети:
- Изабелла (род. 1830), жена шляхтича Влодзимежа Мариана Адама Свейковского (Швиковского)(1817—1871)
- Людомилла
- Двое детей рождены до брака м умерли в младенчестве.
- Станислав Изидор (1827—1884) похоронен в часовне Собаньских в Чечельнике[7], супруга — Фёкла Евфрозина Тышкевич-Логойская (1827—1873)[8].
- Казимеж (1832-1888), жена - графиня Мария Потулицкая (1847-1929)
- Марцелий Марцин (1833-1900), жена - графиня Тереза Потулицкая (1845-1906)
- Мечислав,
- Влодзимеж